# کوهستان ترامونتانا
کوهستان ترامونتانا ( اسپانیایی: Sierra de Tramontana [ˈsjera ðe tɾamonˈtana]) یک رشته‌کوه است که از جنوب‌غربی به شمال‌شرقی می‌کشد و ستون فقرات شمالی جزیره اسپانیایی مایورکا را تشکیل می‌دهد. این نام همچنین به کومارکای هم‌نام با همین منطقه اطلاق می‌شود. در ۲۷ ژوئن ۲۰۱۱، رشته‌کوه ترامونتانا به عنوان یک منطقه با اهمیت فیزیکی و فرهنگی بزرگ توسط یونسکو به عنوان میراث جهانی ثبت شد.